# Rinaldo Fioramonte Martino
Rinaldo Fioramonte Martino (Rosario, 6 de novembre de 1921 - Buenos Aires, 15 de novembre de 2000) fou un futbolista argentí de la dècada de 1940.

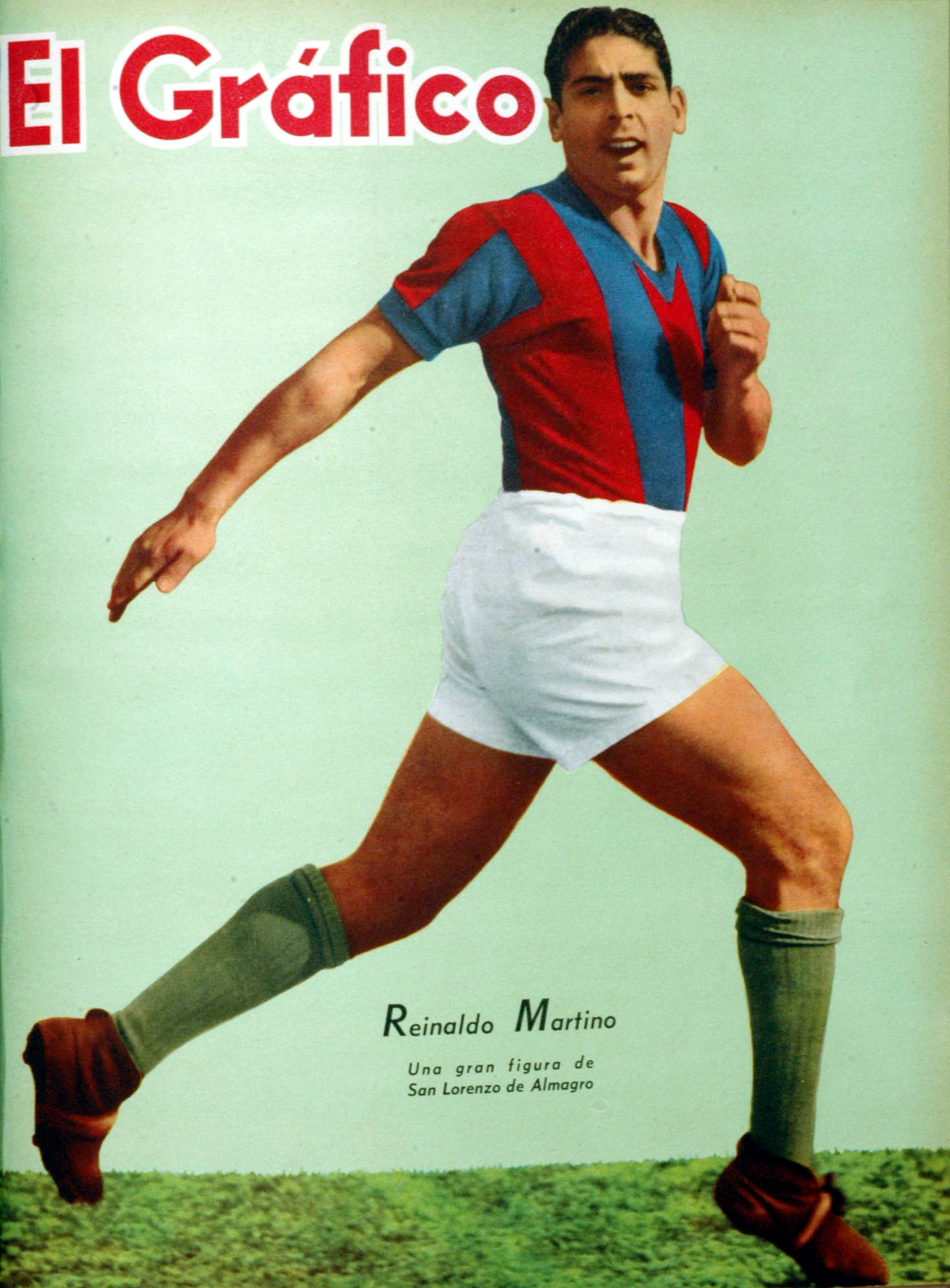
Rinaldo Martino a San Lorenzo.

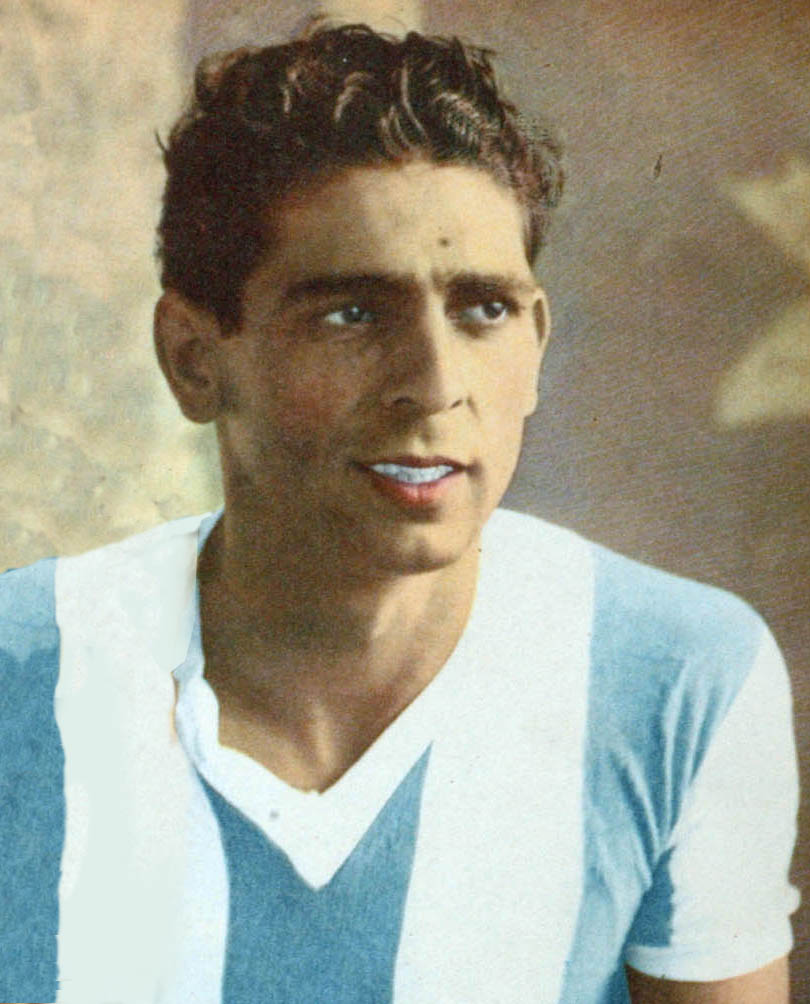
Martino amb Argentina el 1945.

Martino fitxà per San Lorenzo de Almagro el 1941 amb 19 anys. El 1949 marxà a la Juventus FC de Torí. També jugà a Nacional de Montevideo i Boca Juniors.
Fou internacional amb la selecció argentina, amb la qual guanyà la Copa Amèrica de futbol de 1945 i 1946. També jugà un partit amb Itàlia.

## Palmarès
San Lorenzo
- Lliga argentina de futbol: 1946

Juventus FC
- Lliga italiana de futbol: 1949-50

Nacional
- Lliga uruguaiana de futbol: 1950, 1952

Argentina
- Copa Amèrica de futbol: 1945, 1946